# Berglund (scenkonst)
Berglund är ett nordiskt scenkonstkompani som startades 2008 och har existerat som en ideell förening sedan våren 2010.
Berglund arbetar med ljud-, bild-, kroppsliga- och rumsliga installationer och experimenterar med gränsen mellan fiktion och verklighet i sina verk. Berglund arbetar med en metod som kallas devising. 
Berglund har sedan 2008 producerat installations- och performancepromenaderna Bakom Den Gula Tapeten på Tensta Konsthall hösten 2009, den fiktiva personen Verner Berglund (tillsammans med Lise Marker) 2010 och föreställningen Det Du Inte Såg på Barnens Underjordiska Scen (BUS) mellan 2010 och 2011. Våren 2012 skapar Berglund installationen Skräp! på Tekniska museet.